# Kowloon City (distrito)

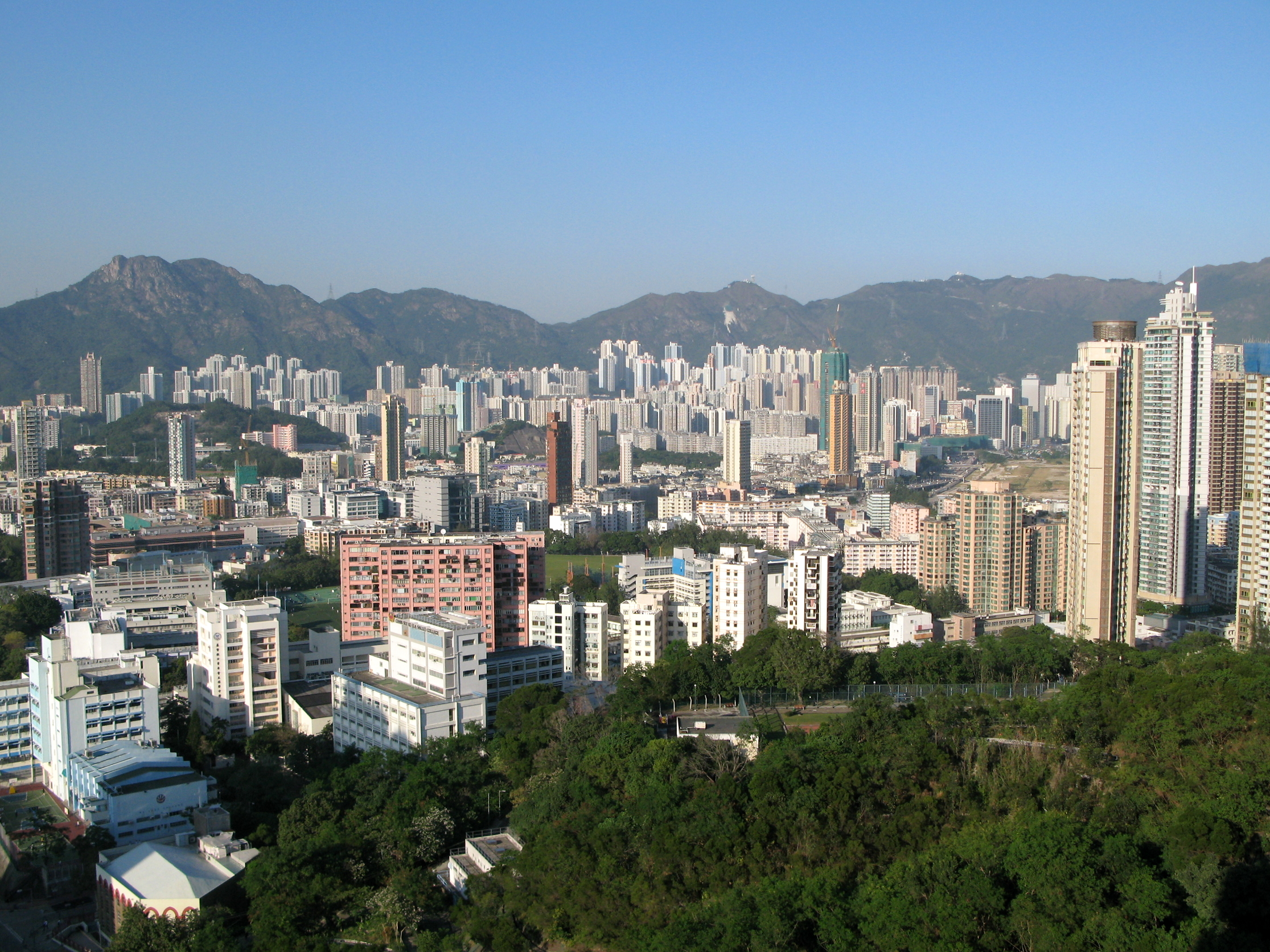
Imagem do distrito

O distrito Kowloon City (chinês tradicional: 九龍城區) é um dos 18 distritos de Hong Kong. Ele está localizado na área urbana Kowloon. Possuia uma população de 381.352 habitantes, em 2001. O distrito é uma área de baixa densidade residencial e é o terceiro em educação, enquanto seus moradores têm o maior rendimento em Kowloon.
Suas áreas incluem: Ho Man Tin, Hung Hom, Aeroporto Kai Tak, Kowloon Tong,  Ma Wai Tau, To Kwa Wan, e Jardim Whampoa, e a própria cidade Kowloon City (antiga Cidade murada de Kowloon).
Tanto para turistas e moradores, Kowloon City é famosa por seus ótimos restaurantes, sendo chamada de "Cidade da Comida".

## História
Parte do distrito foi o local da original Kowloon City, ver Cidade murada de Kowloon, o que é agora o Parque da Cidade Murada.
O antigo aeroporto, Aeroporto Internacional Kai Tak também foi localizado no distrito; parte dele está sendo reconstruído e dará lugar ao Terminal de Cruzeiros Kai Tak. Em 1982, o Governo de Hong Kong decidiu dividir Hong Kong em 18 distritos administrativos, inclusive Kowloon City e suas áreas vizinhas, assim Hung Hom agora pertence ao Distrito de Kowloon City.